# Nesobasis malcolmi
Nesobasis malcolmi är en trollsländeart som beskrevs av Donnelly 1990. Nesobasis malcolmi ingår i släktet Nesobasis och familjen dammflicksländor. Inga underarter finns listade i Catalogue of Life.